# Cipières
Cipières (Cipièri (classique) / Çupièri (mistralienne) [sy.ˈpjɛ.ɾi] dans le dialecte local) est une commune française située dans le département des Alpes-Maritimes, en région Provence-Alpes-Côte d'Azur.
Ses habitants sont appelés les Cipiérois, en dialecte li çupeirenc [li sy.pei̯.ˈɾẽŋk].

## Géographie

### Localisation
Village situé à 8 km de Gréolières et 12 de Courmes.

### Géologie et relief
Commune membre du parc naturel régional des Préalpes d'Azur.
Massif du Cheiron.
Conservatoire d'espaces naturels (CEN) : Plateau karstique de Calern.

### Hydrographie
Cours d'eau traversant la commune :
- Le Loup (fleuve).

### Climat
Pour des articles plus généraux, voir Climat de Provence-Alpes-Côte d'Azur et Climat des Alpes-Maritimes.
En 2010, le climat de la commune est de type climat méditerranéen altéré, selon une étude du Centre national de la recherche scientifique s'appuyant sur une série de données couvrant la période 1971-2000. En 2020, Météo-France publie une typologie des climats de la France métropolitaine dans laquelle la commune est exposée à un climat méditerranéen et est dans la région climatique  Var, Alpes-Maritimes, caractérisée par une pluviométrie abondante en automne et en hiver (250 à 300 mm en automne), un très bon ensoleillement en été (fraction d’insolation > 75 %), un hiver doux (8 °C) et peu de brouillards. 
Pour la période 1971-2000, la température annuelle moyenne est de 12 °C, avec une amplitude thermique annuelle de 15,7 °C. Le cumul annuel moyen de précipitations est de 1 102 mm, avec 5,8 jours de précipitations en janvier et 4,1 jours en juillet. Pour la période 1991-2020, la température moyenne annuelle observée sur la station météorologique de Météo-France la plus proche, « Caussols », sur la commune de Caussols à 6 km à vol d'oiseau, est de 9,7 °C et le cumul annuel moyen de précipitations est de 1 271,5 mm. 
La température maximale relevée sur cette station est de 32,4 °C, atteinte le 28 juin 2019 ; la température minimale est de −11,7 °C, atteinte le 27 février 2018,,. 
Les paramètres climatiques de la commune ont été estimés pour le milieu du siècle (2041-2070) selon différents scénarios d'émission de gaz à effet de serre à partir des nouvelles projections climatiques de référence DRIAS-2020. Ils sont consultables sur un site dédié publié par Météo-France en novembre 2022.

## Urbanisme
Carte communale.

### Typologie
Au 1er janvier 2024, Cipières est catégorisée commune rurale à habitat dispersé, selon la nouvelle grille communale de densité à 7 niveaux définie par l'Insee en 2022.
Elle est située hors unité urbaine et hors attraction des villes,.

### Occupation des sols
L'occupation des sols de la commune, telle qu'elle ressort de la base de données européenne d’occupation biophysique des sols Corine Land Cover (CLC), est marquée par l'importance des forêts et milieux semi-naturels (95,4 % en 2018), une proportion identique à celle de 1990 (95,4 %). La répartition détaillée en 2018 est la suivante : 
espaces ouverts, sans ou avec peu de végétation (44,9 %), milieux à végétation arbustive et/ou herbacée (27,8 %), forêts (22,7 %), prairies (4,6 %).
L'évolution de l’occupation des sols de la commune et de ses infrastructures peut être observée sur les différentes représentations cartographiques du territoire : la carte de Cassini (XVIIIe siècle), la carte d'état-major (1820-1866) et les cartes ou photos aériennes de l'IGN pour la période actuelle (1950 à aujourd'hui).

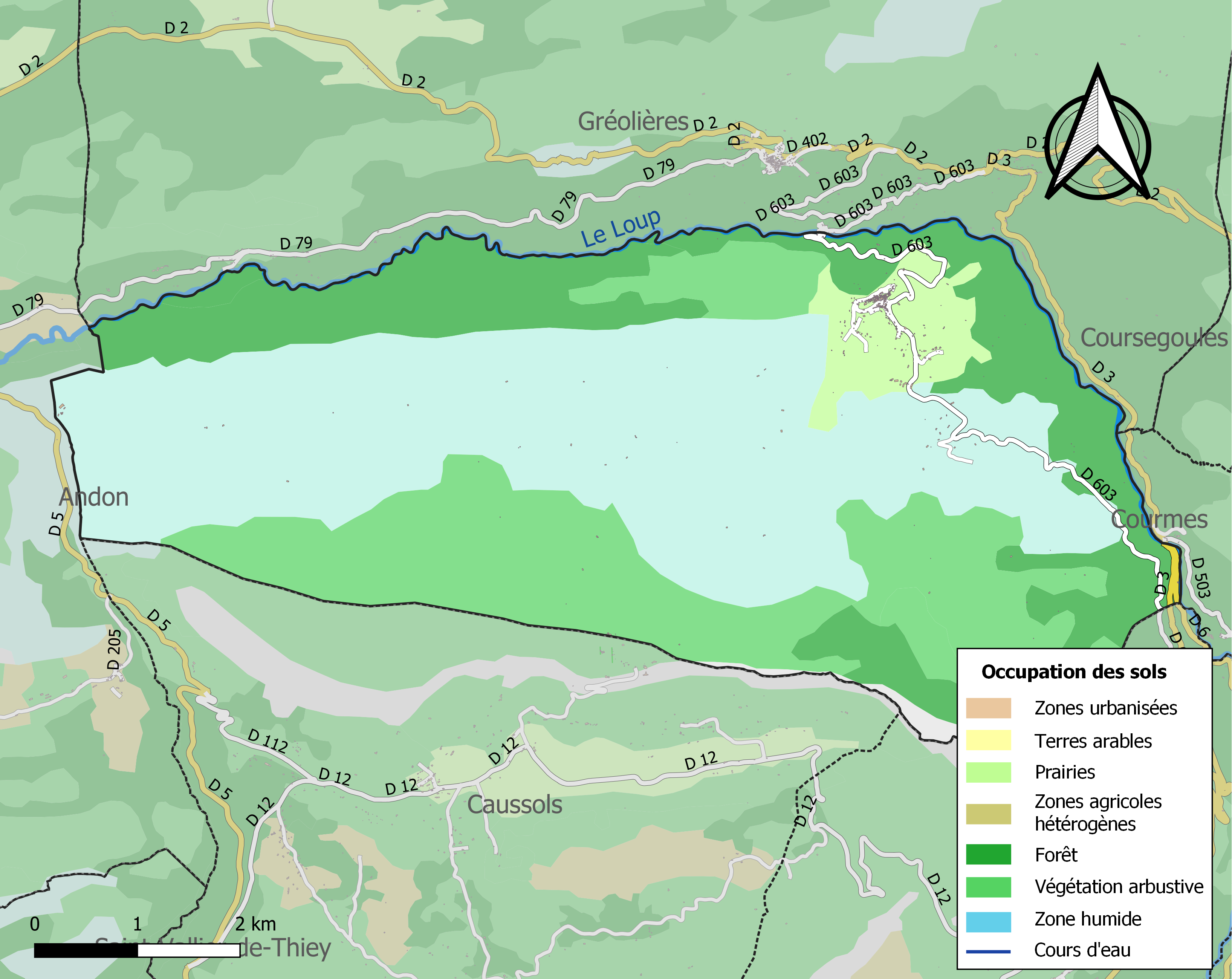
Carte de l'occupation des sols de la commune en 2018 (CLC).

### Voies de communications et transports

#### Voies routières
- RD 2 vers Coursegoules.
- RD 3. vers Courmes et Gourdon.

#### Transports en commun
- Transport en Provence-Alpes-Côte d'Azur

Transports à la demande : Envibus, Réseau des transports publics de la Communauté d'agglomération Sophia Antipolis (CASA) et Lignes d'Azur.

### Sismicité
Commune située dans une zone de sismicité moyenne.

## Histoire
Une église de Cipières est mentionnée depuis 1158 et une famille du même nom apparaît en 1152.
Au XVe siècle, Guillaume d'Agout était seigneur de Caussols et de Cipières.

## Politique et administration

### Découpage territorial

#### Intercommunalité
Commune membre de la Communauté d'agglomération de Sophia Antipolis.

### Élections municipales et communautaires

#### Liste des maires
| Période   | Période   | Identité         | Étiquette | Qualité |
| --------- | --------- | ---------------- | --------- | ------- |
| 1964      | 1983      | Gustave Lambert  |           |         |
| 1983      | mars 2001 | Jean-Claude Ruas |           |         |
| mars 2001 | mars 2008 | Roland Cauvin    |           |         |
| mars 2008 | mars 2014 | Laurence Claisse |           |         |
| mars 2014 | En cours  | Gilbert Taulane  |           | Artisan |

### Budget et fiscalité 2019
En 2019, le budget de la commune était constitué ainsi :
- total des produits de fonctionnement : 568 000 €, soit 1 441 € par habitant ;
- total des charges de fonctionnement : 596 000 €, soit 1 514 € par habitant ;
- total des ressources d'investissement : 178 000 €, soit 451 € par habitant ;
- total des emplois d'investissement : 354 000 €, soit 898 € par habitant ;
- endettement : 200 000 €, soit 509 € par habitant.

Avec les taux de fiscalité suivants :
- taxe d'habitation : 8,59 % ;
- taxe foncière sur les propriétés bâties : 5,30 % ;
- taxe foncière sur les propriétés non bâties : 47,06 % ;
- taxe additionnelle à la taxe foncière sur les propriétés non bâties : 0,00 % ;
- cotisation foncière des entreprises : 0,00 %.

Chiffres clés Revenus et pauvreté des ménages en 2017 : médiane en 2017 du revenu disponible, par unité de consommation : 21 450 €.

## Équipements et services publics

### Enseignement
Établissements d'enseignements :
- L'école intercommunale Cipières-Gréolières[27] : École maternelle et primaire[28].
- Collèges à Saint-Vallier-de-Thiey, Grasse,
- Lycées à Grasse.

### Santé
Professionnels et établissements de santé :
- Médecins à Saint-Vallier-de-Thiey, Le Rouret,
- Pharmacies à Saint-Vallier-de-Thiey, Le Rouret,
- Hôpitaux à Le Rouret, Grasse.

## Population et société

### Démographie

#### Évolution démographique
L'évolution du nombre d'habitants est connue à travers les recensements de la population effectués dans la commune depuis 1793. Pour les communes de moins de 10 000 habitants, une enquête de recensement portant sur toute la population est réalisée tous les cinq ans, les populations de référence des années intermédiaires étant quant à elles estimées par interpolation ou extrapolation. Pour la commune, le premier recensement exhaustif entrant dans le cadre du nouveau dispositif a été réalisé en 2005.

En 2022, la commune comptait 398 habitants, en évolution de +1,79 % par rapport à 2016 (Alpes-Maritimes : +2,85 %, France hors Mayotte : +2,11 %).
| 1793 | 1800 | 1806 | 1821 | 1831 | 1836 | 1841 | 1846 | 1851 |
| ---- | ---- | ---- | ---- | ---- | ---- | ---- | ---- | ---- |
| 986  | 839  | 918  | 856  | 886  | 825  | 827  | 749  | 713  |

| 1856 | 1861 | 1866 | 1872 | 1876 | 1881 | 1886 | 1891 | 1896 |
| ---- | ---- | ---- | ---- | ---- | ---- | ---- | ---- | ---- |
| 673  | 640  | 634  | 552  | 526  | 480  | 475  | 436  | 369  |

| 1901 | 1906 | 1911 | 1921 | 1926 | 1931 | 1936 | 1946 | 1954 |
| ---- | ---- | ---- | ---- | ---- | ---- | ---- | ---- | ---- |
| 344  | 316  | 297  | 233  | 223  | 225  | 226  | 147  | 118  |

| 1962 | 1968 | 1975 | 1982 | 1990 | 1999 | 2005 | 2006 | 2010 |
| ---- | ---- | ---- | ---- | ---- | ---- | ---- | ---- | ---- |
| 128  | 139  | 131  | 179  | 222  | 269  | 342  | 348  | 373  |

| 2015 | 2020 | 2022 | - | - | - | - | - | - |
| ---- | ---- | ---- | - | - | - | - | - | - |
| 387  | 403  | 398  | - | - | - | - | - | - |

### Vie locale
Chaque année, une course de caisses à savon est organisée : en 2014, c'était la 5e savonnette.

#### Comité des fêtes
Le village est animé par un Comité des fêtes actif qui organise de nombreuses manifestations dont la fête patronale de la Saint-Claude qui réunit le village chaque année.
Le planning des manifestations est disponible sur les réseaux sociaux du Comité des fêtes de Cipières.

#### Trail de Cipières
En 2011, le comité des fêtes a repris l'organisation du fameux « Trail de Cipières », avec l'assistance de son fondateur.
Les années paires, il s'agit d'un trail d'une soixantaine de kilomètres pouvant être fait en relais à 3 coureurs.
Et les années impaires, un trail d'une vingtaine de kilomètres.
Toutes les informations relatives à cet événement sportif se trouvent sur le site http://traildecipieres.free.fr.

### Cultes
- Culte catholique, Paroisse Saint-Antoine-de-Padoue[35], Diocèse de Nice.

## Économie

### Entreprises et commerces

#### Agriculture
- Agriculture-et-agropastoralisme[36]...

#### Tourisme
- Gîte d'étape et gîtes ruraux municipaux[37].
- Meublé touristique[38].
- Restauration.

#### Commerces
- Commerces de proximité.

## Culture locale et patrimoine

### Lieux et monuments
- Le château de Cipières[39] datant du XVIIe siècle[40].
- L'église Saint-Mayeul[41], qui a fait l'objet d'une inscription sur l'inventaire supplémentaire des monuments historiques en 1989[42].
- La chapelle Saint-Claude[43], qui a fait l'objet d'une inscription sur l'inventaire supplémentaire des monuments historiques en 1979[44].
- Cabanes en pierres sèches[45] (bories)[46],[47].
- Lavoir de la Fontaine[48].
- Puits[49] avec la date sur la poutre[50].
- Monument aux morts[51] : Conflits commémorés Guerre franco-allemande 1914-1918[52].

### Personnalités liées à la commune
- Jean-Baptiste Guizol, né le 12 janvier 1756 à Cipières (Alpes-Maritimes), homme politique, décédé le 14 octobre 1828 à Sainte-Radegonde près de Tours.

### Héraldique
| Blason de Cipières | Blason  | D’argent à saint Mayeul sous l’apparence d’un moine de carnation, habillé de sable, nimbé d’or, la main senestre sur son cœur, la dextre tenant une crosse du même.                                                                         |
| Blason de Cipières | Détails | Variante : D'azur au buste de saint Mayeul portant une mitre d'or et vêtu d'une chape de sable, tenant dans sa main dextre une crosse du même en pal, la senestre appuyée sur la poitrine. Le statut officiel du blason reste à déterminer. |